# Pesti Hírlap (napilap, 1841–1849)
A Pesti Hírlap (eredeti helyesírással Pesti Hirlap) a reformkortól, 1841-től jelent meg a szabadságharc bukásáig, 1849-ig. A Kossuth Lajos által szerkesztett sajtótermék a magyar sajtótörténet legnagyobb hatású és a korabeli ellenzék legjelentősebb orgánuma volt, mely a nemességhez szólt. Kossuthot 1844-ben a bécsi kormány eltávolította a szerkesztőségből.

## Története

### Indulása
Az 1830-as években a bécsi kormányzat még nem engedélyezte hírlapok kiadását, de az 1840-es években a cenzúraviszonyok enyhülésével és Bécs kompromisszumok felé való nyitásával már megjelenhetett a politikai sajtó Magyarországon.
A Rajzolatok a Társasélet és Divatvilágból című divatlapot Munkácsy János 1840-ben átalakította Sürgöny címmel kormánypárti lappá. Ennek a lapengedélyét vette meg Landerer Lajos 1840 végén, amikor egy antiliberális lapot szándékozott elindítani. A szerkesztő mégis az éppen politikai fogságából szabaduló Kossuth lett, mivel Metternich azt remélte, ezzel megnyerheti saját érdekének, vagy legalább a cenzúra keretei közé szoríthatja tevékenységét. Landerer megígérte, ha Kossuth a kormánynak kellemetlenné válik, eltávolítja.
A Pesti Hírlap első száma 1841. január 2-án jelent meg. Az újság az 1848-as forradalom előtti évtized és a liberális ellenzék kiemelkedő orgánuma lett.

### Széchenyi kritikája
Nemcsak az udvar, de Széchenyi sem nézte jó szemmel a Pesti Hírlap erős ellenzéki hangvételét. 1841-ben a Kelet népe c. könyvében fejezte ki aggodalmait a forradalmi izgatások és a szenvedélyek felkeltése miatt, melyek szerinte anarchiába sodorhatják a nemzetet. Kossuth előbb a Pesti Hírlap hasábjain, majd a Felelet c. könyvében válaszolt Széchenyi aggályaira. Ő úgy gondolta, a sajtónak joga és kötelessége megvitatni a törvényhozás elé tartozó ügyeket, s ez nem vezet forradalomba, csupán hangot ad a közvéleménynek. A vita innentől két politikai orgánum, a Jelenkor és a Pesti Hírlap vitájaként folytatódott.

### A centralista Pesti Hírlap
Miután az 1843–44-es Országgyűlés az ellenzék vereségével végződött, eltávolították szerkesztői székéből Kossuthot, aki a Pesti Hírlap 1844. június 30-ai számában búcsúzott el olvasóitól. A hírlap ekkor a szintén ellenzéki (de nem Kossuth irányát képviselő) centralisták kezébe került. Szerkesztőnek Szalay Lászlót nevezték ki, akitől 1845-ben Csengery Antal vette át ezt a posztot. Csengery megújította a Fővárosi Újdonságok rovatát, a külföldi híreket Irinyi József szerkesztette, a közgazdaságiakat Trefort Ágoston. A legjelentősebb vezércikkíró ebben az időben Eötvös József volt, akinek a polgári államelméletek hazai alkalmazásáról és a közigazgatási reformokról való elmélkedései E. jellel vagy Agricola levelei címmel jelentek meg a lap hasábjain. Publicisztikájában vitázott a Kossuthtal, Széchenyivel, és a konzervatívokkal – ez utóbbiakkal leginkább az újonnan induló Budapesti Hírlap kritizálása révén. A lap veszített ugyan korábbi népszerűségéből, de még így is a legolvasottabb maradt. 1846-tól felhagyott a centralista eszmék kizárólagos hirdetésével és az ellenzék közös lapja lett. Ekkoriban került a későbbi segédszerkesztő, Kemény Zsigmond a laphoz, aki jogi és történelmi felkészültségével a centralisták programját támogatta. 

### A szabadságharc alatt

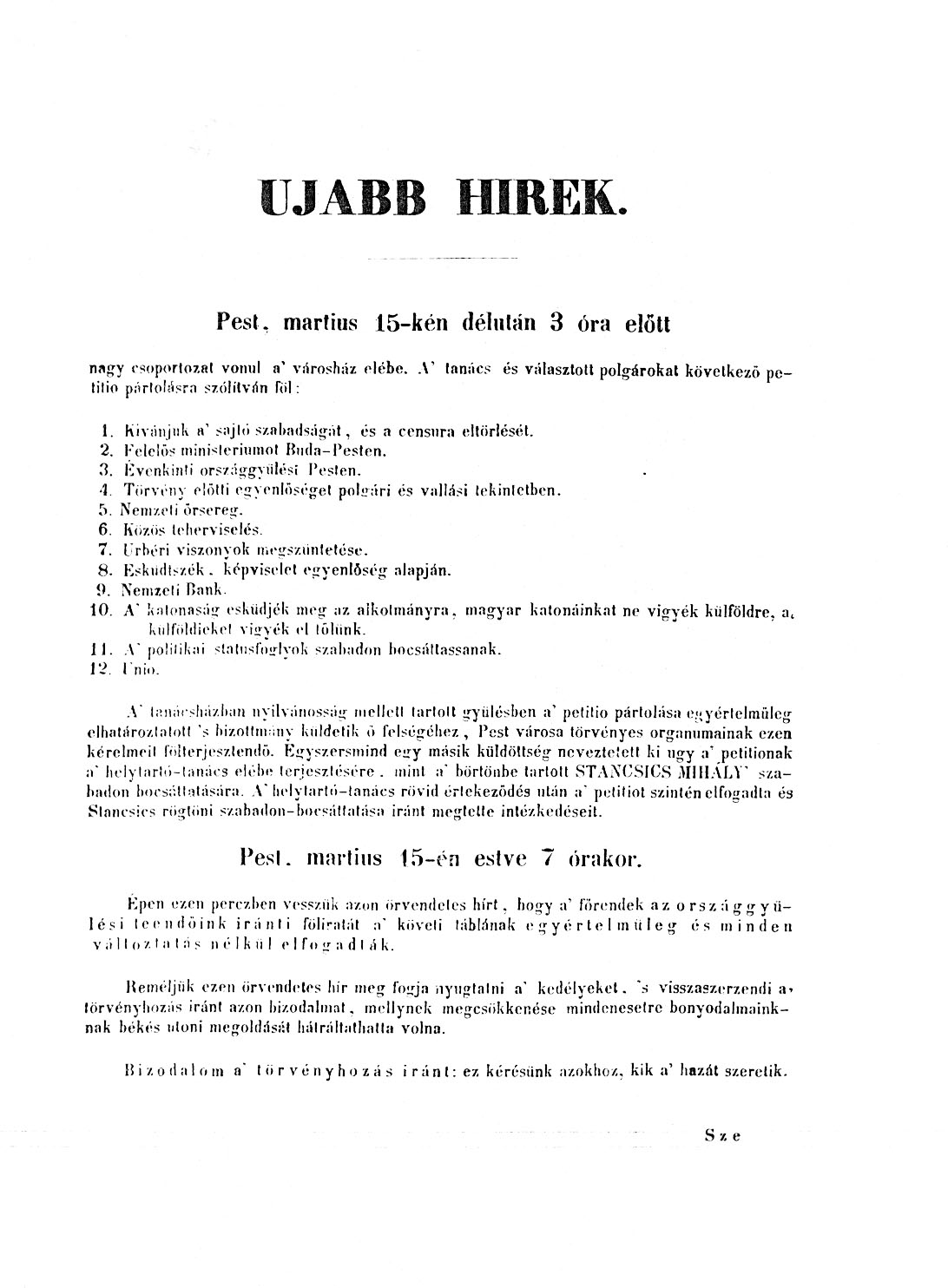
A lap 1848. március 16-án megjelent melléklete

1848. március 15-től újraindították a sorszámozást, ezzel is jelezve, hogy új korszak kezdődött. 1848. április 11-én megszületett a XVIII. tc. a sajtószabadságról, attól kezdve nagyon megszaporodtak az újságok. A radikális sajtó megjelenésével a Pesti Hírlap a centrum felé tolódott, de álláspontján nem változtatott, a forradalom befejezése mellett állt és vitázott a radikális Marczius Tizenötödikével. Szemere felszólítására április 16-tól új rovatot nyitottak a rendeletek számára. Közvetlenül a forradalom előtt az előfizetők száma ismét elérte az 5000-et, május 27-től pedig napilapként jelent meg az eddig heti két számban kiadott orgánum.
A lap szerkesztőjének Jókai Mórt akarták felkérni, de Pest megszállása és a kormány Debrecenbe költözésével ez meghiúsult. Az 1849. január 3-ai számon már az ő neve szerepelt, de január 23-ig  Szilágyi Sándor szerkesztette, ekkor azonban Windischgrätz betiltotta a lapot. Pest felszabadulása után, április 24-én még újraindították, de nem volt túl hosszú életű, július 8-án ismét megszűnt.

## Tartalom

### Rovatai
Kossuth a szerkesztésen túl a cikkek nagy részének szerzője is volt. Az ő nevéhez fűződik a vezércikk meghonosítása is. A vezércikket a Fővárosi Újdonságok című rovat követte, amelynek humoros-szatirikus cikkei a városi hatóságok visszaéléseit ostorozták. A vidéki, törvényhatósági életről szóló tudósítások (leginkább a bíráskodás, a népnevelés, a magyarosítás, a házadó és az örökváltság ügyeiről) a Megyei Napló és a Vidéki levéltárca rovataiban jelentek meg.
Az 1843–44-es Országgyűlés megnyitásától a legtöbb rovat átadta helyét az Országgyűlési Tudósításoknak, ahova Vahot Imre írt Pozsonyból. A Külföldi naplóban a külföld híreit olvashatták az előfizetők parlamenti vitákról és a sajtószabadság ügyéről. Forrásai külföldi újságok cikkei voltak, melyeket átfogalmaztak, és néha még a forrást is megjelölték. Az Értekező volt az hírlap utolsó tárcarovata, ahova olyan szerzők írtak az örökváltság, a városi reformok, az ismeretterjesztés, a vámkérdés és a pénzügyek problémáiról, mint Szentkirályi Móric, Fáy András, almási Balogh Pál, Szalay László és Henszlmann Imre. Az utolsó oldalakon hivatalos közlemények és kereskedők, kiadók hirdetései szerepeltek.

### Újdonságok
A Pesti Hírlap több újítással is szolgált a korabeli olvasóknak. Megjelenésében nem sokban különbözött ugyan a Jelenkortól, viszont újszerű volt háromhasábos szedése, s az, hogy egységes tartalmi mondanivaló (nemzeti reformok) megjelenítésére törekedtek egy-egy számon, illetve magán a lapon belül. A Pesti Hírlap „a nemzet életének hű tükre” kívánt lenni, s nem szórakoztatni akart, ezért száműzte lapjairól a szépirodalmat. Újítás volt az is, hogy az előfizetők az ország bármely részén történő reformtörekvésekről tájékozódhattak az újságból. Ennek hatására vidéken is nagyon népszerű lett a Pesti Hírlap, megrendelőinek száma 1844 elejére 5200-ra emelkedett, s ezzel a kor legnépszerűbb lapjává vált. A Pesti Hírlap nagy sikere több olyan, korábban virágzó folyóiratot is elhalványított, mint amilyen az Athenaeum volt.